# Opus caementicium

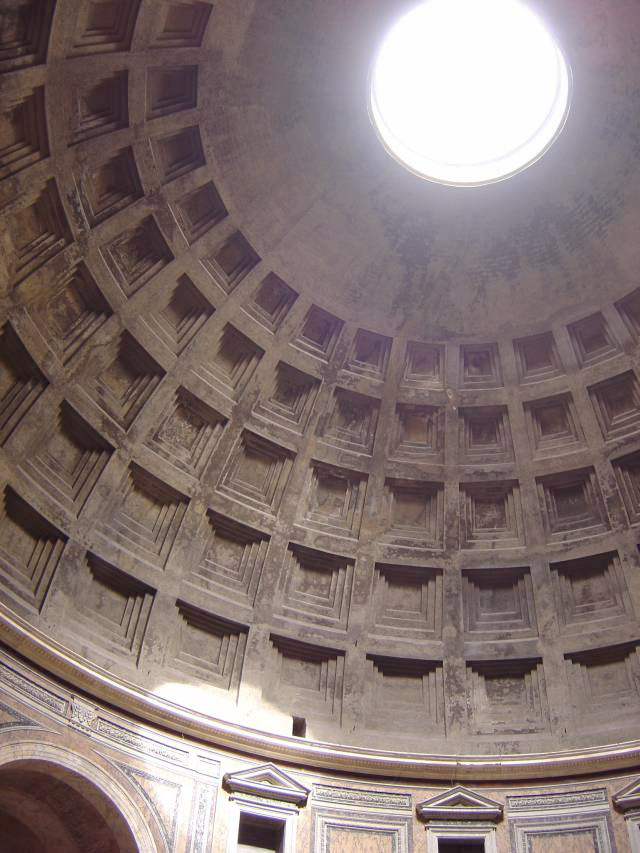
Opus caementicium als Baustoff der Kuppel des Pantheons in Rom

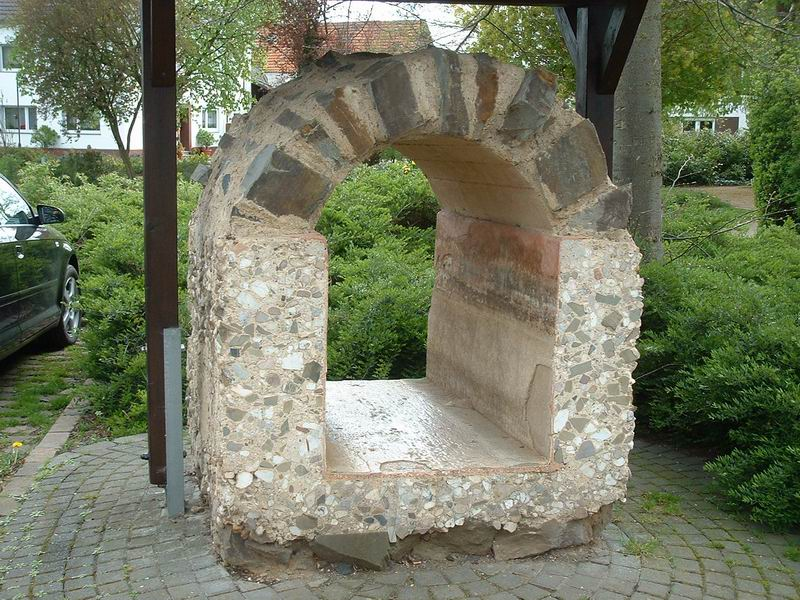
Segment der römischen Eifelwasserleitung aus opus caementicium und gemauertem Segmentbogen aus Naturstein

Opus caementicium (im Deutschen außer in archäologischen Fachpublikationen meist Opus caementitium geschrieben, auch Gussmauerwerk oder Römischer Beton genannt) ist die lateinische Bezeichnung für eine betonähnliche Substanz bzw. ein bestimmtes Herstellungsverfahren, mithilfe derer die Römer spätestens ab dem 3. Jahrhundert v. Chr. Teile von Mauern, später ganze Bauwerke errichteten.
Der ähnlich zusammengesetzte Opus signinum enthielt feinere Zuschlagstoffe und wurde als wasserdichter Estrichmörtel verwendet und zu dekorativem Sichtestrich verarbeitet.

## Bestandteile
Im opus caementicium wird gebrannter Kalk (zumeist „weißer Kalk“ ohne tonartige Bestandteile) mit Zuschlägen wie Quarz, Grauwacke, Sandstein, Tuff oder Ziegelbruchstücken im Verhältnis von 1:3 gemischt. Gebrannt wurden die Kalksteine zur damaligen Zeit in Kalköfen bzw. ausgehobenen Schachtöfen mit einem Durchmesser von etwa drei Metern und einer Tiefe von ca. vier Metern. Die Brenntemperaturen schwankten je nach Steinart zwischen 900 und 1350 °C. Um ein Bindemittel mit hydratischen Eigenschaften zu erhalten, wurden dem Kalk natürliche und künstliche Puzzolane, wie Tuffe, Vulkanasche oder Ziegelmehle, beigemengt. Aus der Reaktion des in den Puzzolanen enthaltenen SiO2 und dem Ca(OH)2 aus dem Brenn- und Löschvorgang des Kalks bildet sich wasserunlösliches Calciumsilicathydrat (siehe Puzzolanische Reaktion).
Durch die Beimengung von Puzzolanen wie Tuff- oder Ziegelmehl erhält das opus caementicium hydratische Eigenschaften. Wie heutiger Beton ist opus caementicium feuchtigkeitsbeständig und härtet auch unter Wasser aus. Durch die Zugabe von Wasser reagiert der gebrannte Kalk unter starker Hitzeentwicklung, und das so entstandene opus caementicium wird warm verarbeitet.

### Eigenschaften
Die Druckfestigkeit von opus caementicium wird je nach verwendeten Ausgangsstoffen mit Werten von 5 bis 40 N/mm² angegeben. Die Rohdichte liegt mit Werten von ca. 1,53 bis 2,59 kg/dm³ für luftgetrocknete Proben im Bereich heutigen Betons (2,0 bis 2,4 kg/dm³). Mit 20 bis 55 Vol.-% hat opus caementicium jedoch im Gegensatz zu 10 bis 15 Vol.-% ein deutlich höheres Wasseraufnahmevermögen als heutiger Beton.

## Bauweise und bauliche Entwicklung
Die Bauweise des opus caementicium geht auf das griechische Vorbild des sogenannten ‚Emplekton‘ zurück. Hier wurde zwischen zwei Schalen aus Mauersteinen ein Mörtel aus Bruchsteinen und Kalk gefüllt, der einen Verbund zwischen den Mauerschalen herstellt. Die Römer verwendeten mit der Zeit immer dünner werdende Schalen aus Kalksteinen oder keramischen Mauersteinen, die sie mit opus caementicium verfüllten.
Je nach Ausbildung der Außenschalen wurde zwischen den Bauformen des opus quadratum (große, behauene Kalksteine), opus incertum (unregelmäßiges Natursteinmauerwerk), opus reticulatum (netzförmig angeordnete kleine Tuff-Steine in Pyramidenform mit der Spitze ins Bauteilinnere zeigend, ca. 80 v. Chr.) und opus testaceum (keramische Mauerziegel, um die Zeitenwende) unterschieden. Sie traten in der Entwicklung nacheinander oder in Mischformen (opus mixtum) auf. Später werden anstelle der Schalen aus Mauersteinen auch – den heutigen Schalelementen im Betonbau ähnlich – Holzbalken oder -bretter für die Dauer des Erhärtungsprozesses verwendet, die später entfernt und wiederverwendet werden konnten.
Opus caementicium war effizienter zu verarbeiten als Mauerwerk aus Findlingen und behauenen Natursteinen, denn es konnte in Formen gegossen werden. Aus dekorativen und möglicherweise konstruktiven Gründen wurden teilweise aus Ziegeln gemauerte Zwischenschichten eingefügt (Ziegeldurchschuss).

## Verwendungszwecke
Insbesondere Wasserleitungen und Hafenmolen wurden mit dem opus caementicium hergestellt. Durch die Zugabe von puzzolanischen Stoffen wie Tuff, Vulkanasche oder Ziegelmehl wurde eine ausreichende Widerstandsfähigkeit gegen Wasser erreicht. Große Teile (Fundament, Gewölbe und obere Innenwände) des Kolosseums in Rom bestehen aus opus caementicium, und auch die römischen Kuppelbauten mit riesigen Spannweiten (z. B. das Pantheon in Rom: Kuppel mit 43,3 Metern Durchmesser, ca. 120 n. Chr.) wurden erst durch die Verwendung des opus caementicium möglich. Beim Bau des Pantheons lässt sich eine Verwendung von unterschiedlichen Zuschlägen beobachten. Für das Fundament wurden dichte Travertine, für die Kuppel leichte Gesteinskörnung wie Tuff oder Bims eingesetzt.

## Geschichtlicher Hintergrund
Bereits 1000 v. Chr. mischten die Phönizier ihre Mörtel mit Ziegelmehl und später vulkanischen Sanden als Puzzolan, um die Verfestigung unter Wasser zu erreichen. Die Nutzung des gebrannten Kalks stammt ebenfalls von den Phöniziern und wurde von den Griechen übernommen, die diesen ca. 300 v. Chr. in Unteritalien für den Bau des sogenannten „Emplektons“ verwendeten. Dieses gilt als Vorbild für das von den Römern entwickelte opus caementicium.
Mit dem Zerfall des römischen Reiches wurden weniger große Bauwerke errichtet. Im Mittelalter wurden weiterhin hydraulische Bindemittel verwendet, Ziegelmehl als künstliches Puzzolan bis ins 19. Jahrhundert hinein. Natürliche Puzzolane wie Trass fanden vor allem in Nordeuropa Anwendung. Die Suche nach einer Alternative zur Herstellung eines hydraulischen Bindemittels führte Mitte des 19. Jahrhunderts schließlich zur Entwicklung des Portlandzementes.